# Metasia spilocrossa
Metasia spilocrossa is een vlinder uit de familie van de grasmotten (Crambidae). De wetenschappelijke naam van deze soort is voor het eerst voorgesteld als Sylepta spilocrossa door Alfred Jefferis Turner in een publicatie uit 1913.
De soort komt voor in Australië.